# 茂山千作
茂山千作為自19世紀開始傳承的日本狂言大藏流名跡，為名跡「茂山千五郎」傳承者在隱居後使用的名稱。

## 一世
（1810年6月18日 -1886年5月11日）
原為狂言大藏流名跡茂山千五郎家九世「茂山千五郎」，別名千作，因此在將「千五郎」之名傳出後改使用「茂山千作」之名稱。

## 二世
（1864年10月27日 - 1950年2月5日）
一世的三男，出生於京都，本名市藏。1888年繼承十世「千五郎」之名，1946年將「千五郎」之名傳出後，改使用二世「千作」。

## 三世
（1896年8月22日 - 1986年7月19日）
二世的養子。出生於京都，本名真一。1946年繼承十一世「千五郎」之名，1966年將「千五郎」之名傳出後，改使用三世「千作」之名。
1976年被認定為「重要無形文化財保持者」（人間國寶），著有『狂言85年茂山千作』（淡交社、1984）一書。

## 四世
（1919年12月28日 - 2013年5月23日）
為三世的长子，於1924年首次登台，1966年继承成為十二世「千五郎」。与弟弟二世茂山千之丞共同致力于古典狂言的复兴与新式狂言的创作。1983年獲得「藝術選獎文部大臣賞」、1985年獲得「紫綬褒章」，1989年被認定為「重要無形文化財保持者」（人間國寶）。
1994年將「千五郎」之名傳出後，改使用四世「千作」之名。他直到晚年一直活跃于舞台，2007年成為狂言界第一位被授予文化勋章的人。
2013年5月23日，茂山千作於凌晨0点15分因肺癌在京都市的家中逝世，享年93岁。